# Гладков Олександр Іванович
Олександр Іванович Гладков (25 березня 1882, Пензенська губернія — 19 березня 1906, острів Березань) — один з організаторів повстання на крейсері «Очаків» в 1905 році.

## Біографія
Народився 25 березня 1882 року в Наровчанському повіті Пензенської губернії в селянській родині. На військовій службі з 17 жовтня 1903 року.
У листопаді 1905 року більшовики старший баталер С. П. Частник, машиніст 2-ї статті О. І. Гладков, комендор М. Г. Антоненко очолили повстання на «Очакові», яке було придушене. Організатори повстання разом з лейтенантом П. П. Шмідтом, який прийняв командування повставшим крейсером, були страчені 6 (19 березня) 1906 року на острові Березані, поблизу міста Очакова.

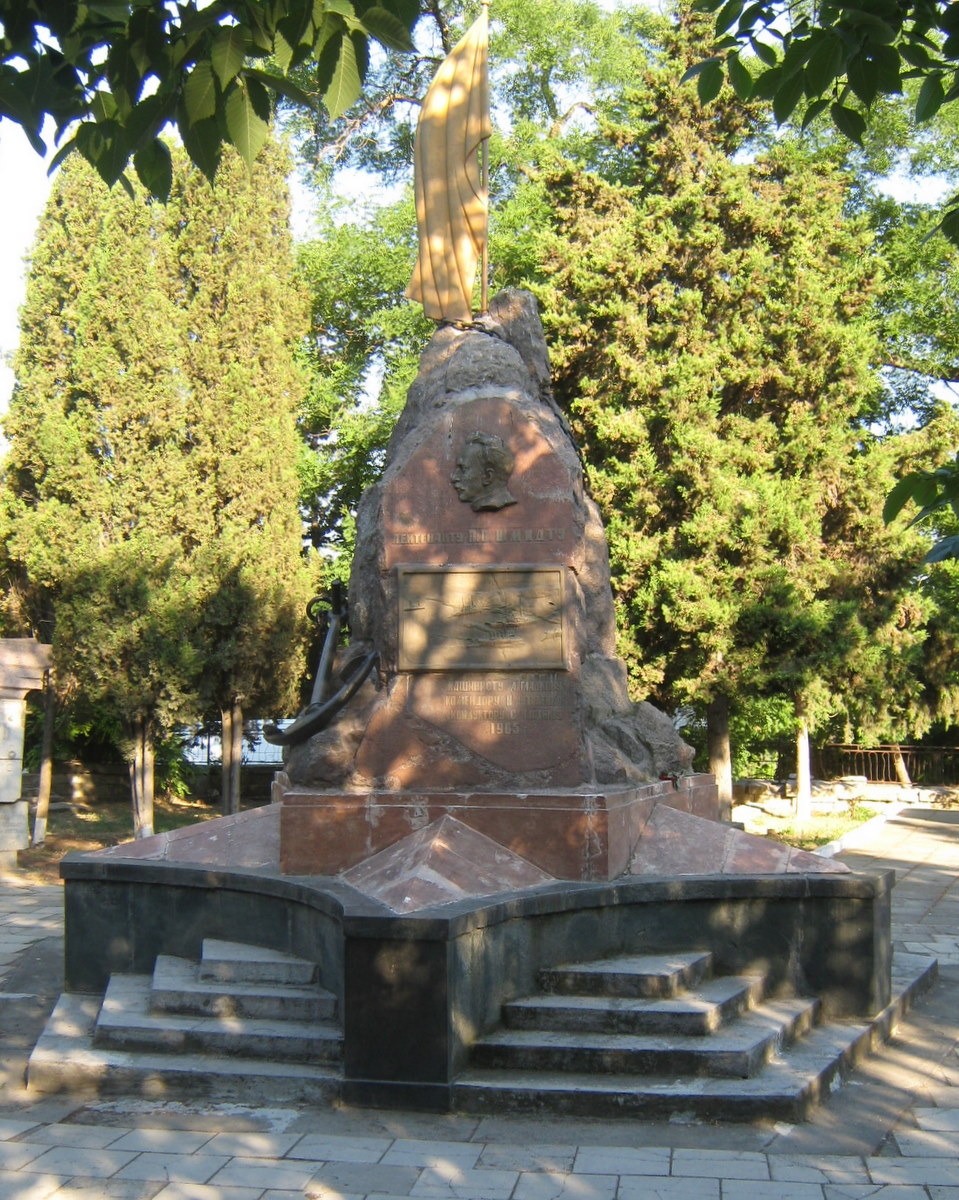
могила розстріляних Очаківців

У травні 1917 року останки керівників повстання були перевезені до Севастополя і поміщені в склепі Покровського собору на вулиці Великій Морській, 36. 15 листопада 1923 року за рішенням міської Ради їхні останки були перенесені і урочисто поховані на кладовищі Комунарів.

## Пам'ять
31 січня 1926 року пленум Севастопольської міської Ради робочих, селянських, червоноармійських і військово-морських депутатів ухвалив: «Обрати беззмінно почесними членами міської Ради керівників революційного повстання на флоті в 1905 році в місті Севастополі наступних товаришів: лейтенанта Шмідта П. П., Частника С. П., Гладкова О. І., Антоненка М. Г. та Матюшенка А. М.»
23 липня 1939 року іменем Олександра Гладкова названо вулицю в Санкт-Петербурзі.